# ورزشگاه پانتسالیکو
ورزشگاه پانتسالیکو یا پَنتسالیکو (به انگلیسی : Panthessaliko Stadium ) نام یک ورزشگاه است. این ورزشگاه در شهر وُلُس در کشور یونان ساخته شده است. از ورزشگاه فوتبال این مجموعه ورزشی برای برگزاری مسابقات فوتبال در طول بازی‌های المپیک تابستانی ۲۰۰۴ استفاده شده بود. این ورزشگاه به‌طور رسمی در ۳۰ ژوئیه ۲۰۰۴ افتتاح شد و گنجایش ۲۲۱۸۹ تماشاچی را دارد، اگرچه تنها ۲۱۱۰۰ صندلی برای مسابقات المپیک در دسترس عموم قرار گرفته بود. ورزشگاه پنتسالیکو به عنوان ورزشگاه خانگی باشگاه فوتبال ولس شناخته میشود. این تیم در سوپر لیگ یونان به رقابت میپردازد. این ورزشگاه همچنین میزبان فینال جام فوتبال یونان ۲۰۱۷ بود که در آن پائوک در یک بازی حساس و نفسگیر، با نتیجه ۲–۱ AEK آتن رقیب سنتی خود را شکست داد. از این ورزشگاه به عنوان میزبان فینال جام فوتبال یونان ۲۰۲۰ بین دو تیم AEK  و المپیاکوس نیز استفاده شده بود. در سال ۲۰۲۲، این ورزشگاه میزبان دو بازی تیم ملی فوتبال یونان بود که یونان در هر دو بازی برنده شد.

## امکانات
ورزشگاه پانتسالیکو امکانات رفاهی، جاذبه ها و خدمات زیر را ارائه می دهد.
- ۵۶ پورت
- محدوده VIP
- کافی شاپ
- سالن بدنسازی شامل پیست ۱۰۰ متری
- مطب پزشک
- نظریه های روزنامه نگاری
- اتاق مطبوعات
- ۲ رختکن
- سالن کنفرانس با گنجایش ۱۰۰ نفر

## آلبوم عکس

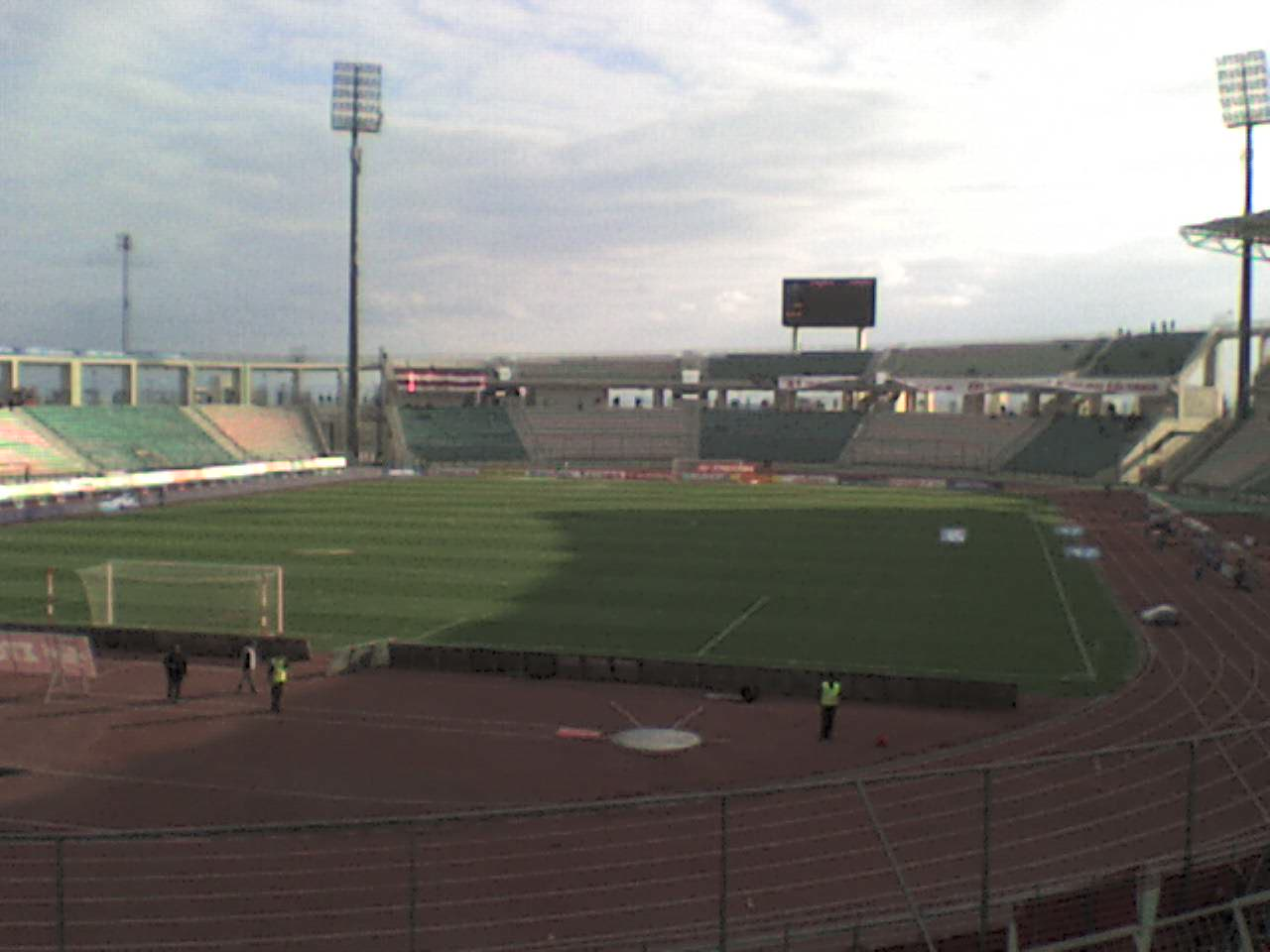
استادیوم پانتسالیکو

## لینک های بیرونی
- پروفایل Olympicproperties.gr
- پروفایل Stadia.gr

الگو:2004 Summer Olympic venues
الگو:Volos N.F.C.الگو:Niki Volos F.C.الگو:Superleague Greece venues